# ユナイテッド・ステイツ・ヘビー級王座 (ZERO1)
ユナイテッド・ステイツ・ヘビー級王座は、プロレスリングZERO1-MAXが管理、認定していた王座。USヘビー級王座の略称で表記、呼称されている。

## 歴史
2002年、プロレスリングZERO-ONEがユナイテッド・ステイツ・ヘビー級王座を創設。
2003年1月6日、ZERO-ONE後楽園ホール大会で行われた初代王座決定戦に勝利したスティーブ・コリノが初代王者になった。10月26日、王座名をユナイテッド・ステイツ無差別級王座に変更。
2004年11月25日、管理団体がプロレスリングZERO1-MAXに移った。
2008年4月、王座名をユナイテッド・ステイツ・ヘビー級王座に変更。
2009年11月15日、王者のミスター・レスリング3号が返上。その後、王座決定戦が行われないまま事実上封印状態となる。

## 歴代王者
| 歴代   | 選手                             | 戴冠回数 | 防衛回数 | 獲得日付       | 獲得場所 （対戦相手・その他）                       |
| ------ | -------------------------------- | -------- | -------- | -------------- | --------------------------------------------------- |
| 初代   | スティーブ・コリノ               | 1        | 1        | 2003年1月6日   | 後楽園ホール 田中将斗                               |
| 第2代  | ザ・プレデター                   | 1        | 0        | 2003年7月4日   | 新潟市体育館                                        |
| 第3代  | ハルク・オーガン                 | 1        | 0        | 2003年8月10日  | 愛知県体育館 2003年返上                             |
| 第4代  | ザ・プレデター                   | 2        | 3        | 2003年10月13日 | 博多スターレーン マイク・ノックス                   |
| 第5代  | 佐藤耕平                         | 1        | 1        | 2004年7月9日   | 後楽園ホール                                        |
| 第6代  | スティーブ・コリノ               | 2        | 1        | 2004年11月11日 | 後楽園ホール 2005年2月返上                          |
| 第7代  | レオナルド・スパンキー           | 1        | 2        | 2005年3月23日  | 函館市民体育館 崔領二 2005年返上                    |
| 第8代  | アレックス・シェリー             | 1        | 0        | 2005年9月19日  | 後楽園ホール サンジェイ・ダット                     |
| 第9代  | クリストファー・ダニエルズ       | 1        | 0        | 2005年11月23日 | 後楽園ホール 2006年4月30日返上                      |
| 第10代 | リッキー・ランデル               | 1        | 不明     | 2007年6月13日  | インディアナ州インディアナポリス ザック・ゴーウェン |
| 第11代 | ミスター・レスリング3号          | 3        | 不明     | 2008年1月4日   | ジョージア州バルドスタ                              |
| 第12代 | スターリン・ジェームズ・キーナン | 1        | 不明     | 2008年3月8日   | ペンシルベニア州マンホール                          |
| 第13代 | ドクターX                        | 1        | 不明     | 2008年3月15日  | ニュージャージー州モーガンビル                      |
| 第14代 | ジェーク・マニング               | 1        | 不明     | 2008年4月12日  | サウスカロライナ州ヨーク                            |
| 第15代 | スターリン・ジェームズ・キーナン | 2        | 不明     | 2008年5月9日   | ペンシルベニア州リムリック                          |
| 第16代 | リッキー・ランデル               | 2        | 不明     | 2008年6月1日   | ペンシルベニア州リムリック                          |
| 第17代 | キング・カルア                   | 1        | 不明     | 2008年8月22日  | ペンシルベニア州リムリック                          |
| 第18代 | ミスター・レスリング3号          | 4        | 不明     | 2008年11月9日  | ミネソタ州ロチェスター 2009年11月15日返上           |

## AWAスーパースターズ版

### 歴史
2008年1月4日、プロレスリングZERO1-MAXがユナイテッド・ステイツ・ヘビー級王者のリッキー・ランデルに不戦勝したとしてミスター・レスリング3号を新王者に認定。しかし、かつてZERO1-MAXと業務提携を結んでいたAWAスーパースターズはランデルの不戦敗に納得がいかず、AWAユナイテッド・ステイツ・ヘビー級王座を創設して引き続きをランデルを王者として認定。3月29日、ランデルがAWAファイティング世界ヘビー級王座を獲得により、AWAユナイテッド・ステイツ・ヘビー級王座を封印。

### 歴代王者
| 歴代 | 選手               | 獲得日付      | 獲得場所 （対戦相手・その他）                                                      |
| ---- | ------------------ | ------------- | ---------------------------------------------------------------------------------- |
| 初代 | リッキー・ランデル | 2007年6月13日 | インディアナ州インディアナポリス AWAスーパースターズが王者に認定 2008年3月29日封印 |